# Schloss Langeais

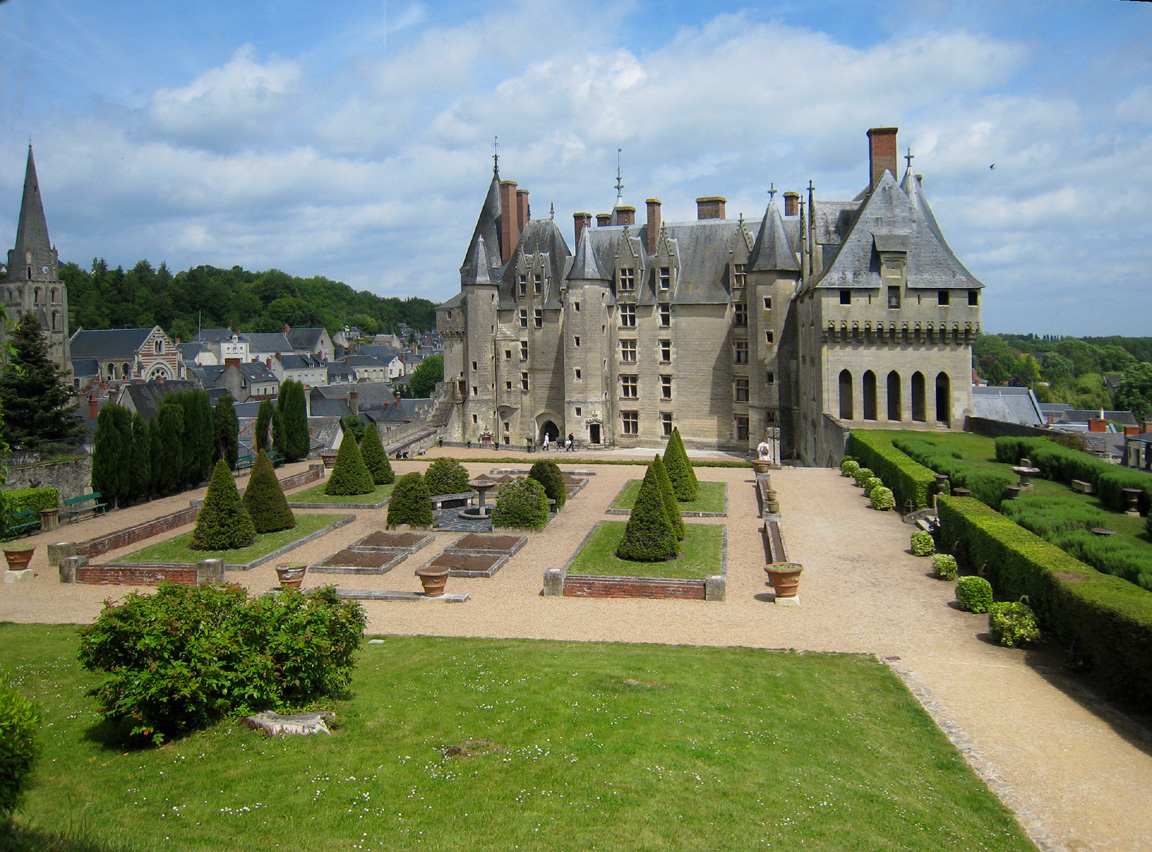
Schloss Langeais, Gartenseite

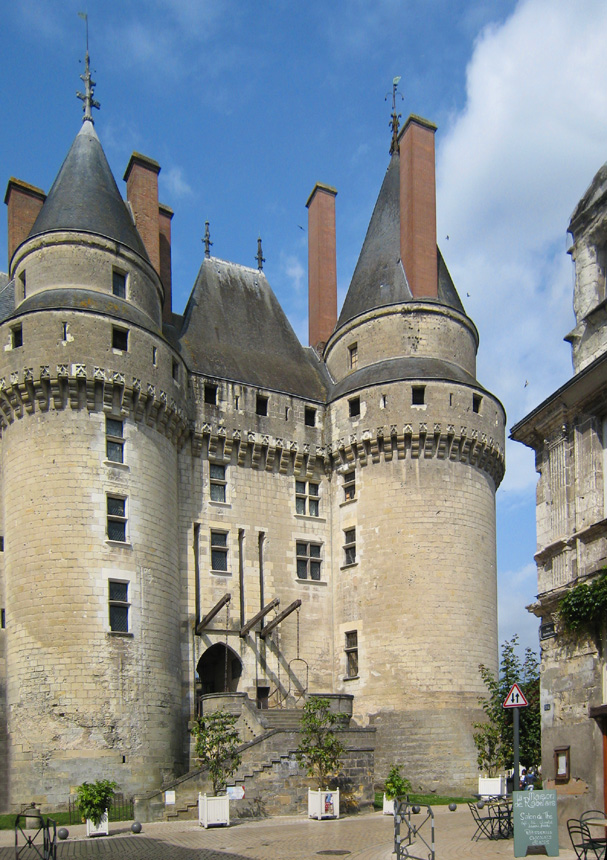
Türme und Zugbrücke

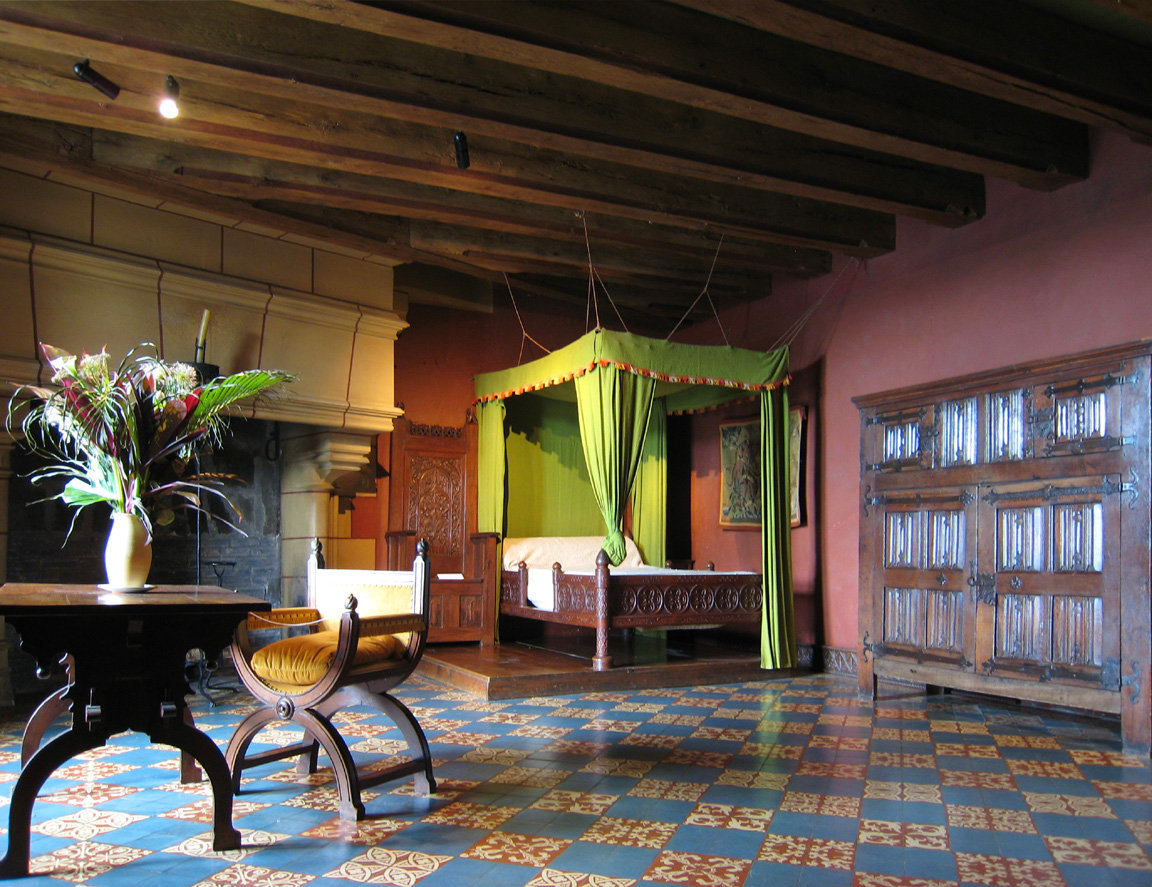
Gotisches Interieur

Schloss Langeais ist ein Schloss, das über der Stadt Langeais am rechten Ufer der Loire in Frankreich thront.
Von der ursprünglichen Festung stehen heute noch Reste des Donjon, einer der ersten, die in Stein errichtet wurden. Hintergrund für den Bau dieser Festung war das Bemühen des damaligen Grafen von Anjou, die Gebiete der Grafen von Blois und Tours zu annektieren. Während des Hundertjährigen Krieges fiel die Burg in die Hände der Engländer und wurde schließlich 1428 bis auf den Donjon geschleift.

## Geschichte
Das neue Schloss entstand von 1465 an unterhalb der Festung zum Schutz der Krondomäne. Erbauer war Jean Bourré, Geheimer Rat Ludwigs XI., auf Befehl des Königs. Eine Zeit lang war das Schloss im Besitz der Krone und wurde ab 1631 den jeweiligen Schlossherren nur zur Nutzung übertragen.
Das epochale Großereignis im Schloss war die glanzvolle Hochzeit von Karl VIII. mit Anne de Bretagne, die 1491 in Langeais stattfand. Sie hatte Auswirkungen sowohl auf die Geschichte Frankreichs als auch auf die Europas, weil die Bretagne dadurch an Frankreich fiel, und nicht an das Haus Habsburg. Auch für die Zeit nach dem plötzlichen Tod Karls VIII. war diese Vereinigung sichergestellt worden. Für den Besucher von heute wird die aufwändige Hochzeit im Großen Saal des Schlosses nachgestellt und im Rahmen einer Animation (auf Französisch) noch einmal zum Leben erweckt.
Das Schloss selbst liegt mitten in der Stadt und beeindruckt den Neuankömmling durch drei mächtige Rundtürme und den Zugang über die wiederhergestellte Zugbrücke. Die Hofseite wirkt mit ihren Treppentürmen und Lukarnen weniger streng und wehrhaft. Der Garten des Schlosses wurde nach zeitgenössischen Miniaturen aus dem 15. Jahrhundert rekonstruiert, und von einer kleinen Anhöhe hat man einen schönen Rundblick über Schloss und Stadt.
Der heutige exzellente Zustand des Schlosses ist der Hingabe von Jacques Siegfried zu verdanken, der ab 1886 sein Geld und seine Zeit darauf verwandte, baulich und hinsichtlich der Einrichtung das 15. und 16. Jahrhundert wieder auferstehen zu lassen. Am Ende vermachte er Schloss mitsamt Einrichtung und Kunstgegenständen dem Institut de France.
15 Räume des Schlosses sind komplett möbliert. Originale Sitzmöbel, Tische, Schränke, Truhen und Betten im gotischen Flamboyant-Stil des 15. und 16. Jahrhunderts wurden unter sachkundiger Anleitung von Fachleuten erworben. Die Wandtäfelungen und Fußbodenfliesen ließ Jacques Siegfried alten Vorbildern nachgestalten. Die kostbarsten Stücke der Sammlung sind neben Gemälden und Skulpturen die zeitgenössischen Wandbehänge. Davon gibt es über 30 Stück, die aus Flandern und aus der Manufaktur von Aubusson stammen. Zur bemerkenswerten festen Ausstattung des Schlosses gehören etliche offene Kamine mit zum Teil aufwändig gestalteten Mänteln.